# Linn da Quebrada
Pour les articles homonymes, voir Quebrada.
Linn da Quebrada née Linna Pereira à São Paulo le 18 juillet 1990 est une actrice, chanteuse et compositrice brésilienne de funk et de pop. Elle est également une activiste pour les droits civils de la communauté LGBT et de la population noire. 

## Biographie
Née dans la banlieue de la Sao Paulo, elle passe son enfance et son adolescence dans les villes de Votuporanga et São José do Rio Preto. Elle est élevée par sa tante au sein de la religion des Témoins de Jéhovah. Elle a fait face à de nombreux préjugés de la part de sa famille et de la communauté religieuse en affirmant son homosexualité puis sa transidentité. Elle quitte sa religion et la maison de sa mère et retourne s'installer à São Paulo. Elle se définit comme queer, trans, noire et périphérique. En 2014, Linn da Quebrada apprend qu'elle est atteinte d'un cancer des testicules, ce qui nécessite l'ablation et une chimiothérapie pendant trois ans, pour parvenir à une guérison en 2017[réf. nécessaire].

## Carrière
Linn da Quebrada commence sa carrière comme interprète. Sa première chanson, intitulée Enviadescer, sort en mars 2016. Elle prend le nom de scène Mc Linn Quebrada. Elle abandonne rapidement le préfixe « MC ». En 2016, elle publie Talent, Bixa Preta et Mulher. Elle se produit sur scène et effectue une tournée nationale en 2016 et 2017. La même année, la chanteuse Liniker lui rend hommage à travers le morceau Lina X. 
En 2017, elle publie son premier album audiovisuel Pajubá. En juin 2017, elle accompagne le DJ Boss  "Close Certo" de DJ Boss dans Drama.  Elle participe au film LGBT Body Electric. Elle a également été l'une des protagonistes de la série Melissa Curb,  la marque Melissa. 
Le premier single du premier album de Linn intitulé Bomba Caralho sort en septembre 2017. 
Le 30 novembre 2017, le film documentaire My Body is Politico réalisé par Alice Riff, suit la vie de quatre militants LGBT, dont Linn da Quebrada. 
Le 8 décembre 2017, Hugo Adescenco, présente une pièce de théâtre Unconfortable, basé sur le travail de Linn da Quebrada. Cette pièce s'inspire de la vie de Linn da Quebrada. Elle traite de violences sexuelles et de genre. Ce montage mêle théâtre, cinéma, danse et performance sur la musique du disque[réf. nécessaire].

## Discographie
- Talent, Bixa Preta et Mulher, 2016
- Bomba Caralho, 2017
- Pajubá, 2017
- Onça / Docilmente Selvagem, 2020 single enregistré avec le groupe As Baias.

## Filmographie
- Corpo Elétrico, 2017
- Meu Corpo é Político, documentaire, 2017
- Sequestro Relâmpago, 2018
- Amor & Sexo, série TV, 2017-2018
- Bixa Travesty, documentaire de Kiko Goifman et Claudia Priscilla, 2018, 1h15
- Big Brother Brasil 22, 2022
- Dança dos Famosos 20, 2023